# Marco Zamparella
Marco Zamparella (San Miniato, 1 de octubre de 1987) es un ciclista italiano que fue profesional entre 2013 y 2018. Desde 2022 trabaja como director deportivo en el Team Corratec-Selle Italia.
Su mayor logro fue la victoria del Memorial Marco Pantani.

## Palmarés
2016
- 2 etapas de la Vuelta al Táchira

2017
- Memorial Marco Pantani